# Río Cachón
El arroyo o río Cachón, es una corriente fluvial enclavada en su mayor parte en  la localidad de Zahara de los Atunes, Cádiz. Presenta flujo de agua en todos los meses del año. Nace en el municipio de Tarifa, y desemboca, ya en la playa de Zahara, en el océano Atlántico. Es un arroyo, por tanto, sensible al efecto de las mareas.

## Valor en la zona
El «río» Cachón, como popularmente lo conocen los zahareños, es casi el alma de Zahara de los Atunes, omnipresente en multitud de conversaciones y actividades culturales. De este río o arroyo parte una de las palabras más alegres del castellano; cachondeo.  Por cachondeo se entiende guasa, broma, diversión, juerga o jolgorio. Se cree que el origen del término cachondeo parte de aquellos momentos en que los marineros de las almadrabas cruzaban el río Cachón para irse de juerga.

## Estado
El caudal del río se está reduciendo paulatinamente debido a causas naturales.